# Hác Thiệu Văn
Hác Thiệu Văn (sinh ngày 4 tháng 6 năm 1990) là nam diễn viên Đài Loan, được biết đến là ngôi sao nhí trong phim Thiếu lâm tiểu tử 2 năm 1994 cùng với bạn diễn Thích Tiểu Long.
Năm 2003, anh phải tạm dừng việc học do yêu cầu công việc và đến năm 2008 được nhận vào Đại học Đạm Giang. Năm 2009, Hác Thiệu Văn trở lại màn ảnh với phim Latter Days. Năm 2011, anh tham gia trong phim điện ảnh Cô gái năm ấy chúng ta cùng theo đuổi với vai A Hòa.
Năm 2016, Hác Thiệu Văn vào vai Tống Minh trong phim điện ảnh Hóa ra anh vẫn ở đây dựa trên tác phẩm cùng tên của nhà văn Tân Di Ổ.